# Simone Petilli
Simone Petilli (ur. 4 maja 1993 w Bellano) – włoski kolarz szosowy.

## Osiągnięcia
Opracowano na podstawie:

2011
- 3. miejsce w 3Tre Bresciana
- 2. miejsce w Trofeo San Rocco

2013
- 1. miejsce w klasyfikacji górskiej Giro della Valle d’Aosta

2014
- 1. miejsce w klasyfikacji młodzieżowej Settimana Internazionale di Coppi e Bartali

2015
- 3. miejsce w GP Laguna
- 1. miejsce w klasyfikacji młodzieżowej Settimana Internazionale di Coppi e Bartali
- 2. miejsce w Trofeo Edil C
- 1. miejsce w Ronde de l’Isard
  - 1. miejsce na 1. etapie
- 3. miejsce w Giro del Medio Brenta
- 3. miejsce w Giro della Valle d’Aosta

## Rankingi
| Rok              | 2012 | 2013 | 2014 | 2015 | 2016 | 2017  | 2018  | 2019 | 2020 | 2021 | 2022 | 2023 | 2024  |
| ---------------- | ---- | ---- | ---- | ---- | ---- | ----- | ----- | ---- | ---- | ---- | ---- | ---- | ----- |
| UCI World Tour   |      |      |      |      | -    | 224.  | 402.  |      |      |      |      |      |       |
| World Ranking    |      |      |      |      | 559. | 603.  | 1270. | 624. | 525. | 456. | 605. | 544. | 1711. |
| UCI Europe Tour  | 815. | 476. | 934. | 53.  | 495. | 1024. | 832.  | 469. | 429. | 374. | 468. | -    | -     |
| UCI Asia Tour    | -    | -    | -    | -    | 383. | -     | -     |      |      |      |      |      |       |
| UCI America Tour | -    | -    | -    | -    | -    | 132.  | -     |      |      |      |      |      |       |
|                  |      |      |      |      |      |       |       |      |      |      |      |      |       |
| Źródło: UCI      |      |      |      |      |      |       |       |      |      |      |      |      |       |